# Верблюжий клещ
Hyalomma dromedarii (лат.) — вид клещей из семейства Ixodidae. Африка, Азия. Встречаются от Северной Африки (на юг до Кении и Сомали) до Ближнего Востока (Саудовская Аравия), Центральной Азии (Афганистан, Иран) и Средней Азии (Казахстан, Таджикистан, Туркменистан, Узбекистан).

## Описание
Крупные кровососущие клещи (коричнево-жёлтые или коричнево-красные). Размер голодных самок 5 × 3 мм. Вес напившейся самки достигает 1200 мг и размера почти до 3 см (29 × 15 мм), цвет меняется на оливково-серый.
Около 90 % клещей, обнаруженных на верблюдах, принадлежат к виду Hyalomma dromedarii. Личинки и взрослые особи питаются кровью на ушах верблюда (другие места: внутренняя поверхность бёдер, вымя, мошонка и ноздри). Среди хозяев кроме верблюдов (Camelus dromedarius) также отмечены крупный рогатый скот, овцы, козы и лошади. Верблюжий клещ является одним из наиболее значительных эктопаразитов домашнего скота, как в тропиках, так и субтропиках. Этот паразит вызывает 65 % прямого ущерба и 35 % косвенного ущерба для скотоводства. Прямой ущерб включает потери в производстве молока, уменьшения массы и увеличения смертности животных, включая смертность от косвенного потребления акарицидов, а также потери кожевенной промышленности из-за проколов, вызванных этим паразитом. Косвенный ущерб связан с тем, что H. dromedarii действует как переносчик болезней для животных (dermatophilosis) и вызывает человеческие случаи геморрагической лихорадки в Саудовской Аравии. В Египте H. dromedarii является вторым наиболее распространенным клещом и рассматривается одним из важнейших распространителей протозойных болезней крови, тропического тейлериоза жвачных животных, вызванного Theileria annulata.
Вид был впервые описан в 1844 году немецким энтомологом Карлом Людвигом Кохом.